# Elgin (Nevada)
Elgin es un área no incorporada ubicada en el condado de Lincoln en el estado estadounidense de Nevada.

## Geografía
Elgin se encuentra ubicado en las coordenadas 37°21′7″N 114°32′9″O / 37.35194, -114.53583.